# Sentier de grande randonnée 46
Le sentier de grande randonnée 46 (GR 46) relie Tours à Toulouse. Il traverse les départements d'Indre-et-Loire, de l'Indre, de la Creuse, de la Corrèze, du Lot (lui-même numéroté "46" en tant que département), de Tarn-et-Garonne, du Tarn et de la Haute-Garonne.
Les principales communes traversées sont :
- Tours
- Loches
- Châteauroux
- Aubusson
- Saint-Yrieix-la-Montagne
- Uzerche
- Brive-la-Gaillarde
- Noailles
- Rocamadour
- Cahors
- Gaillac
- Toulouse